# I Get a Kick Out of You
I Get a Kick Out of You est une chanson écrite et composée par Cole Porter et initialement parue dans sa comédie musicale Anything Goes, créée à Broadway en 1934. (Même si en fait, il l'a originellement écrite pour la comédie musicale de 1931 Star Dust.)
La chanson a été créée sur scene par Ethel Merman, l'interprète du rôle de la chanteuse de night-club Reno Sweeney dans la production originale de Broadway de 1934.
La chanson a été reprise par de nombreux artistes, parmi lesquels Ella Fitzgerald et Frank Sinatra.
Elle est à présent fortement associée à Frank Sinatra, qui l'a enregistrée sur ses albums Songs for Young Lovers (1954) et Sinatra and Swingin' Brass (1964) et l'a chantée très souvent en concert. Elle est également parue sur ses albums live et compilations.